# 140 (tal)
140 är det naturliga talet som följer 139 och som följs av 141.

## Inom vetenskapen
- 140 Siwa, en asteroid

## Inom matematiken
- 140 är ett jämnt tal
- 140 är ett ymnigt tal
- 140 är ett kvadratpyramidtal
- 140 är ett Harshadtal
- 140 är ett praktiskt tal.